# Guerra de los caballos celestiales
La guerra de los caballos celestiales (en chino tradicional, 天馬之戰; en chino simplificado, 天马之战; pinyin, Tiānmǎ zhī Zhàn) o la guerra Han–Dayuan (en chino tradicional, 漢宛戰爭; en chino simplificado, 汉宛战争; pinyin, Hàn Yuān Zhànzhēng) fue un conflicto militar que se libró en 104 a. C. y 102 a. C. entre la dinastía china Han y el reino grecobactriano gobernado por los sacas (escita) conocido por los chinos como Dayuan, en el valle de Ferganá, en el extremo oriental del antiguo Imperio persa (entre los actuales Uzbekistán, Kirguistán y Tayikistán). La guerra supuestamente fue instigada por disputas comerciales agravadas por la geopolítica extendida que rodeaba la guerra Han-Xiongnu, lo que resultó en dos expediciones Han que resultaron en una aplasatante victoria, lo que permitió a China Han expandir su hegemonía profundamente en Asia Central (entonces conocida por los chinos como las Regiones Occidentales).
El emperador Wu de Han había recibido informes del diplomático Zhang Qian de que Dayuan poseía los rápidos y fuertes caballos de Ferganá, conocidos como los «caballos celestiales», que ayudarían enormemente a mejorar la calidad de su caballería cuando luchaban contra los nómadas Xiongnu, por lo que envió enviados para inspeccionar la región y establecer rutas comerciales para importar estos caballos. Sin embargo, el rey de Dayuan no solo rechazó el trato, sino que también confiscó el oro del pago e hizo que los embajadores Han fueran emboscados y asesinados en su camino a casa. Humillada y enfurecida, la corte Han envió un ejército dirigido por el general Li Guangli para someter a Dayuan, pero su primera incursión estuvo mal organizada y contaba con escasos suministros. Dos años más tarde se envió una segunda expedición, más grande y mucho mejor equipada, que sitió con éxito Alejandría Escate, la capital de Dayuan, y obligó al reino a rendirse incondicionalmente. Las fuerzas expedicionarias Han instalaron un régimen pro-Han en Dayuan y recuperaron suficientes caballos para mejorar la cría de caballos chinas. Esta proyección de poder también obligó a muchas ciudades-estado de oasis tocarias más pequeñas en las regiones occidentales a cambiar su alianza de Xiongnu a la dinastía Han, lo que allanó el camino para el posterior establecimiento del Protectorado de las Regiones Occidentales.

## Antecedentes

### Los caballos
El emperador Wu decidió derrotar a los nómadas Xiongnu, que habían acosado a la dinastía Han durante décadas. En 139 a. C. envió a un representante con el nombre de Zhang Qian para inspeccionar el oeste y forjar una alianza militar con los Yuezhi contra los Xiongnu. De camino a Asia Central a través del desierto de Gobi, Zhang fue capturado dos veces. A su regreso, impresionó al emperador con su descripción de los «caballos celestiales» de Dayuan.
Según el Libro de Han Posterior (escrito por un historiador chino durante el siglo V y considerado un registro autorizado de la historia Han entre 25 y 220), al menos cinco o seis, y quizás hasta diez grupos diplomáticos fueron enviados anualmente por la corte Han a Asia Central durante este período para comprar caballos.
Desde entonces, los caballos han capturado la imaginación popular de China, dando lugar a tallas de caballos, criaderos en Gansu y hasta 430 000 de estos caballos en la caballería incluso durante la dinastía Tang.

### Xiongnu
Durante décadas anteriores, Han siguió una política del heqin (和亲) enviando tributos y princesas para casarse con el shanyu de Xiongnu para mantener la paz. Esto cambió cuando el emperador Wudi llegó al poder, cuando los Han decidieron que debían derrotar a los Xiongnu.

### Dayuan

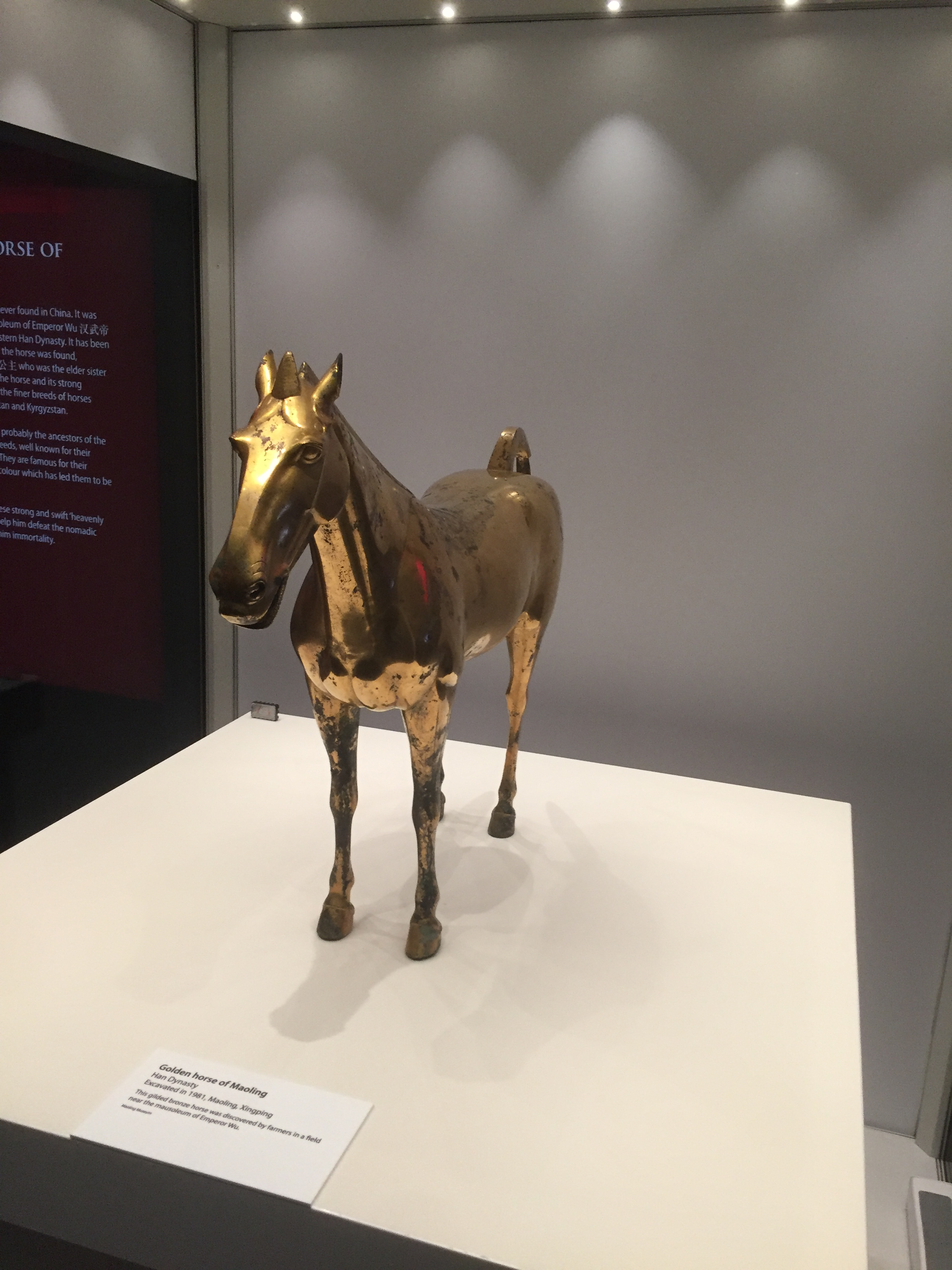
Caballo dorado de Maoling

Las Memorias históricas y el Libro de Han describen a los Dayuan como varios cientos de miles de personas que viven en 70 ciudades amuralladas de diferentes tamaños. Cultivaban arroz y trigo, y elaboraban vino con uvas.
Dayuan fue uno de los estados occidentales más lejanos que envió emisarios a la corte Han. Sin embargo, a diferencia de los otros enviados, los de Dayuan no se ajustaron a los rituales Han adecuados y se comportaron con gran arrogancia y seguridad en sí mismos, creyendo que estaban demasiado lejos para estar en peligro de invasión. Dayuan también estaba situado cerca de Xiongnu en este punto, a quienes se les tenía un gran respeto porque habían causado mucho sufrimiento a los Yuezhi. Un enviado de Xiongnu con credenciales diplomáticas de Chanyu recibió comida y escolta. En comparación, un enviado Han no recibió monturas que no comprara él mismo ni comida a menos que repartiera sedas y otros bienes. Los enviados Han también tenían una reputación de riqueza en el oeste, por lo que se les cobraba tarifas exorbitantes dondequiera que iban, lo que causaba a los Han una gran molestia. El historiador Sima Qian elabora más:

Los enviados eran todos hijos de familias pobres que manejaban los obsequios y bienes que el gobierno les confiaba como si fueran propiedad privada y buscaban oportunidades para comprar bienes a bajo precio en el extranjero y obtener ganancias a su regreso a China. Los hombres de las tierras extranjeras pronto se disgustaron cuando descubrieron que cada uno de los enviados Han contaba una historia diferente y, considerando que los ejércitos Han estaban demasiado lejos para preocuparse, se negaron a proporcionar alimentos y provisiones a los enviados, haciendo las cosas muy difíciles para ellos. Los enviados Han pronto se vieron reducidos a un estado de indigencia y angustia y, con el temperamento en aumento, se pelearon e incluso se atacaron entre sí.
Memorias históricas

Entre los bienes que trajeron los enviados occidentales se encontraban los «caballos celestiales», que le gustaban al emperador. Envió una misión comercial con 1000 piezas de oro y un caballo dorado para comprar estos caballos de Dayuan. En este punto, Dayuan ya había estado comerciando con Han durante bastante tiempo y se benefició enormemente de ello. No solo estaban llenos de productos orientales, sino que también aprendieron de los soldados Han cómo convertir el metal en monedas y armas. Por lo tanto, no tenían una gran razón para aceptar la oferta comercial de Han, razonando:

Los Han estan lejos de nosotros y en varias ocasiones ha perdido hombres en los páramos de agua salada entre nuestro país y China. Sin embargo, si los grupos Han van más al norte, los xiongnu los acosarán, mientras que si intentan ir al sur, sufrirán la falta de agua y forraje. Además, hay muchos lugares a lo largo de la ruta donde no hay ninguna ciudad y es probable que se queden sin provisiones. Las embajadas Han que han venido a nosotros están formadas por solo unos pocos cientos de hombres y, sin embargo, siempre andan escasos de comida y más de la mitad de los hombres mueren en el viaje. En tales circunstancias, ¿cómo podrían los Han enviar un gran ejército contra nosotros? ¿De qué tenemos que preocuparnos? ¡Además, los caballos de Escate son uno de los tesoros más valiosos del estado!
Memorias históricas

Los enviados Han maldijeron a los hombres de Dayuan y destrozaron el caballo dorado que habían traído. Enfurecidos por este acto de desprecio, los nobles de Dayuan ordenaron a las autoridades de Yucheng (actual Uzgen), que se encontraba en sus fronteras orientales, atacar y matar a los enviados y apoderarse de sus bienes. Al recibir la noticia de la desaparición de la misión comercial, el emperador Wu decidió enviar una expedición punitiva contra Dayuan. Li Guangli, hermano de la concubina favorita del emperador Wu, Lady Li, fue nombrado general de Escate y enviado contra Dayuan al frente de un ejército de 6000 jinetes y 20 000 hombres de infantería, en su mayoría jóvenes reclutados entre los indeseables de los reinos fronterizos.

## Primera expedición
En el otoño de 104 a. C., Li Guangli partió hacia Dayuan con su ejército. Mientras cruzaba la cuenca del Tarim y el desierto de Taklamakán (en la actual Sinkiang), el ejército de Li se vio obligado a atacar las ciudades-estados de oasis cercanos porque se negaron a proporcionarles suministros, pero a veces no pudieron derrotaralos. Si el sitio de uno de estas ciudades-estados duraba más de unos pocos días, el ejército se veía obligado a seguir adelante sin suministros. Debido a estos numerosos conflictos menores, el ejército se agotó y se vio reducido a la inanición después de que se agotaron sus suministros. Cuando se acercaron a Dayuan, Li ya había perdido a demasiados hombres para continuar la campaña. Después de sufrir una derrota en Yucheng, Li concluyó que su fuerza actual no sería suficiente para tomar la capital de Dayuan, Escate (Juyand), y por lo tanto se retiró a Dunhuang.

## Segunda expedición

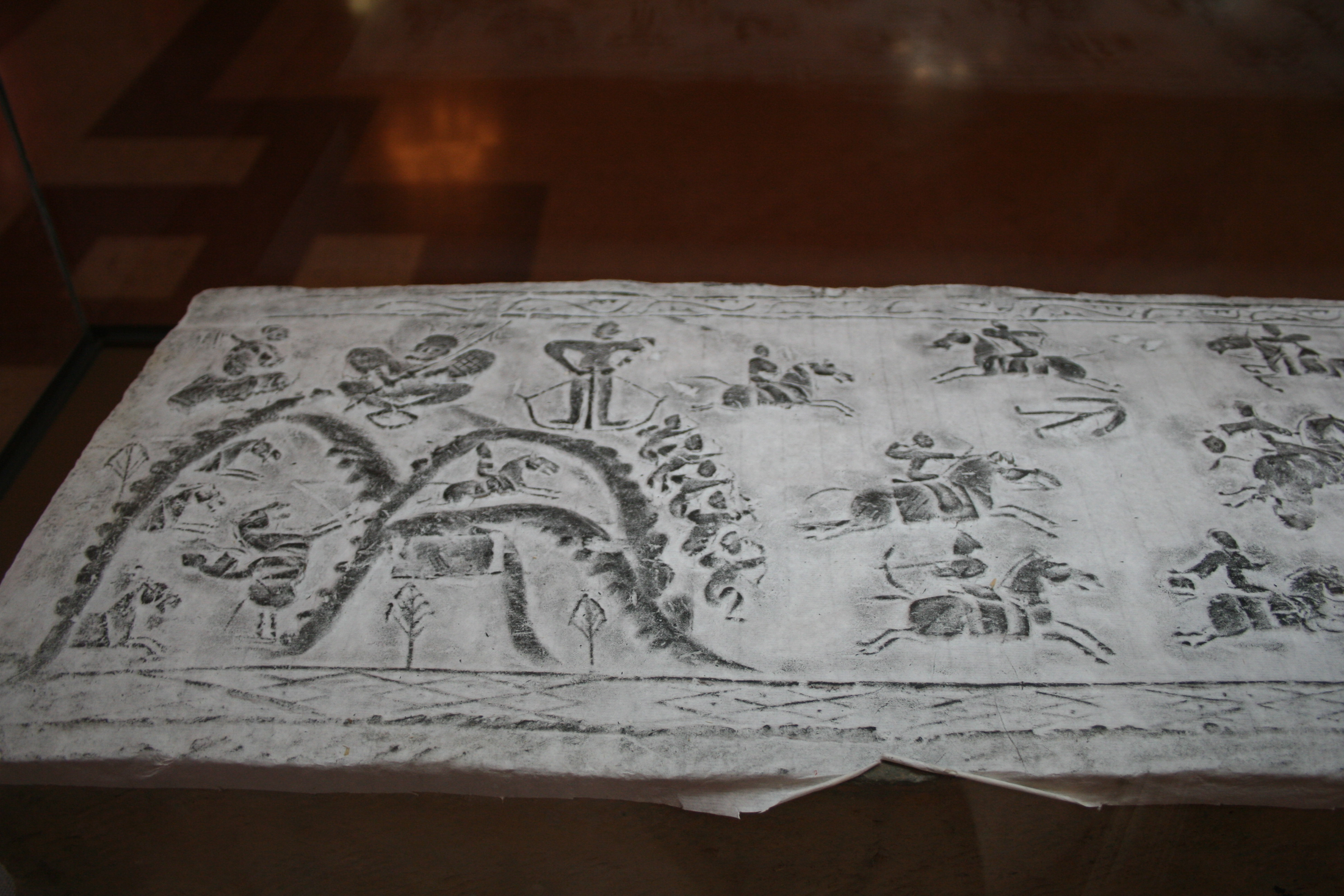
Un hombre con una ballesta en una escena de batalla, dinastía Han

Los funcionarios de la corte querían disolver el ejército expedicionario de Li y concentrar sus recursos en la lucha contra los Xiongnu. El emperador Wu se negó por temor a que el hecho de no someter a Dayuan resultara en una pérdida de prestigio con los estados occidentales. Respondió dándole a Li un ejército mucho más grande y más animales de suministro. En el otoño de 102 a. C., Li partió con un ejército de 60 000 reclutas penales y mercenarios (colectivamente llamados 惡少年, que literalmente significa «chicos malos») y 30 000 caballos junto con una gran cantidad de animales de suministro, incluidos 100 000 bueyes y 20 000 burros y camellos. Esta vez la expedición estaba bien aprovisionada y no tuvo problemas para lidiar con las ciudades-estados de los oasis.
Enfrentándose a un enorme ejército de expedición Han, la mayoría de los estados-oasis de la cuenca del Tarim simplemente se rindieron sin luchar al ver la abrumadora demostración de poder. El único estado que opuso resistencia fue Luntai, por el cual Li puso sitio y masacró a su población. A pesar de no encontrar contratiempos importantes y de pasar por alto a Yucheng por completo, Li perdió la mitad de su ejército por el duro terreno y la deserción cuando llegaron a Dayuan. Al llegar a Escate, Li inmediatamente la sitió. Una fuerza de caballería de Wusun de 2000 hombres también estuvo presente a pedido del emperador Wu, pero se negaron a participar en el asedio por temor a ofender a cualquiera de las partes.

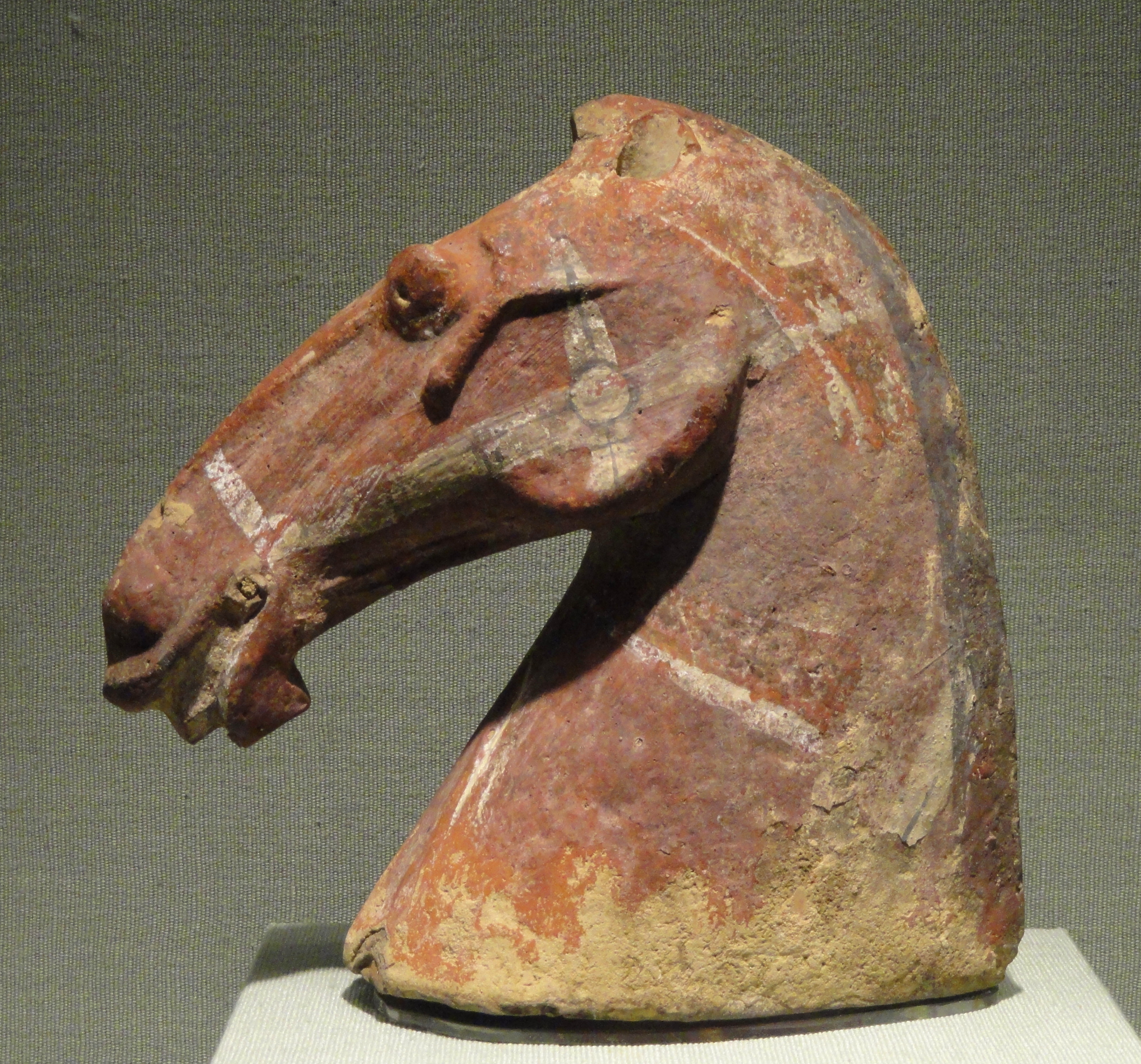
Busto de caballo,, dinastía Han

Las fuerzas de caballería de Dayuan se lanzaron a una batalla campal en un intento de romper el asedio, pero fueron derrotadas fácilmente por los ballesteros Han. Los ingenieros Han se pusieron a trabajar en el río que pasaba por Escate y lo desviaron, dejando a la ciudad sin fuente de agua ya que no tenían pozos. Después de un asedio de cuarenta días, los Han atravesaron el muro exterior y capturaron al general enemigo, Jianmi. Los nobles de Escate se retiraron detrás de los muros interiores y decidieron ofrecer términos de rendición. Primero mataron a su rey, Wugua, y enviaron su cabeza cortada a Li. Luego le ofrecieron a Li todos los caballos que quería, así como suministros a cambio de la retirada del ejército, pero matarían a todos sus caballos si no aceptaba. Li aceptó los términos y se llevó unos 3000 caballos y provisiones. Antes de partir, Li entronizó a uno de los nobles llamado Meicai (昧蔡) como rey, ya que anteriormente había mostrado bondad a los enviados Han.
Cuando Li partió hacia Dunhuang, se dio cuenta de que las áreas locales a lo largo del camino no podrían abastecer adecuadamente al ejército. El ejército se separó en varios grupos, algunos tomando la ruta del norte y otros la ruta del sur. Uno de estos grupos, compuesto por solo 1000 hombres bajo el mando de Wang Shensheng y Hu Chongguo, trató de tomar Yucheng. Después de varios días de asedio, los habitantes de Yucheng salieron con 3000 hombres y derrotaron al ejército sitiador. Algunos de los soldados Han lograron escapar y alertar a Li de la derrota. Acto seguido, Li envió a Shangguan Jie a atacar a Yucheng. Al ver la gran hueste enviada contra él, el rey de Yucheng decidió huir a Kangju, lo que provocó que Yucheng se rindiera poco después. Cuando Kangju recibió la noticia de la derrota de Dayuan, entregaron al rey de Yucheng a Shangguan, quien lo hizo ejecutar.
El ejército no encontró más oposición en el camino de regreso al paso de Yumen. Al enterarse de la derrota de Dayuan, los gobernantes de las ciudades-estados del oasis tocario enviaron a sus parientes junto con el ejército de regreso a la capital Han, donde presentaron tributo al emperador Wu, permaneciendo como rehenes de la corte Han. A pesar del éxito general de la segunda expedición, con los suministros adecuados y perdiendo solo una pequeña parte del ejército en la batalla, toda la campaña se vio empañada por la corrupción y el interés propio. Los soldados de Li, al ser tomados de la población carcelaria y de la clase indeseable, recibieron muy poca atención por parte de sus generales y oficiales, quienes en cambio abusaron de ellos reteniendo las raciones, lo que provocó la deserción. Como resultado, Li regresó con solo 10 000 hombres y 1000 caballos aptos para el servicio militar. Aun así, el emperador Wu todavía consideraba que estas eran pérdidas aceptables en la victoria sobre Dayuan y no intentó castigar a los responsables. Los que habían sobrevivido recibieron generosas recompensas. Li Guangli fue enfeudado como marqués de Haixi. Zhao Di, quien aseguró la captura del rey de Yucheng, se convirtió en marqués de Xinzhi. Shangguan Jie se convirtió en tesorero privado.

## Consecuencias
Más de un año después, los nobles de Dayuan se unieron y mataron al rey Meicai, a quien consideraban responsable de todo el asunto con los Han en primer lugar. El hermano de Wugua, Chanfeng, se convirtió en el nuevo rey. No deseando molestar a los Han, Chanfeng envió a su hijo como rehén a la corte Han. En respuesta, Han envió representantes con regalos para el nuevo gobernante e hizo las paces con Dayuan.
Diez años más tarde, Li Guangli fue derrotado por los Xiongnu y desertó a su lado. Se casó con la hija de Chanyu, pero finalmente fue ejecutado por un conflicto con otro desertor Han más favorecido por Chanyu.